# 半元音
半元音（又称滑音、半母音，亦罕有作半辅音）指与成音节的元音一起构成复元音的不成音节元音。与之相似的輔音稱作近音，但是近音的口腔闭合度比元音和半元音大，因而归入辅音。用国际音标标注半元音的正规方式为在元音符号下方添加不成音节附加符号[  ̯ ]，但也经常只简写为一个元音符号。

## 特徵
举个例子，英语单词 wow 可以标注为 [waʊ̯]（或简写作 [waʊ]）。虽然 [w] 和 [ʊ̯] 都跟元音 [u] 十分相似，但既然写成 [waʊ̯]，就表示开头的音段是一个辅音，而末尾的音段与前面的元音构成了一个复元音。近音 [w] 比半元音 [ʊ̯] 发音更紧因而也更像个辅音。
由于音质上的相似，“半元音”和“近音”这两个概念往往混用，但实际上兩者並不相同，兩者的差異可以利用"子音+子音(近音)"與"子音+母音(半元音)"的發音空檔之有無做比較：
由於通常情況下，多個輔音構成輔音叢時，各輔音預設不會同時發音而是先後依序間隔發音；輔音後直接接母音時，兩者中則沒有時差：
俄語 "е" /je/ 中的 /j/ 為近音(輔音)，與後接之元音 /e/ 無時差，此 /je/ 聽感與普通話「耶」 /i̯e/ 相似。
但在兩者前加上另一輔音，半元音與近音的關鍵差異就出現了：
取俄語 "отъехать" /ɐtjexətʲ/ 中的 "тъе" /tje/ 與普通話「爹」/ti̯e/ 做對比，由於俄語 "тъе" /tje/ 中輔音 /t/ 與近音 /j/ (近音歸類為輔音)為"輔音+輔音"組合，兩者間有時差，為分開發音之發音型態，"t" 與 "je" 為兩音步；而普通話「爹」/ti̯e/ 中的輔音 /t/ 與半元音 /i̯/ (半元音歸類為元音)為"輔音+元音"組合，兩者間無時差，為同時發音之發音型態，"ti̯e" 為一單獨音步。以上原因導致了 "тъе" 與「爹」之發音聽感不同。
通常半元音的口腔位置都對應著一個閉元音，但在尼泊尔语、罗马尼亚语和萨摩亚语里还有对应中元音的 [e̯] 音和 [o̯] 音，既非不成音节音，也完全不像辅音。

## 举例

### 闭元音
- 英语 eye [ɑɪ̯]
- 英语 cow [kaʊ̯]
- 荷兰语 ui （洋葱） [œʏ̯]

### 闭元音对照半元音
- 萨摩亚语 ai （或许） [ʔai̯]
- 萨摩亚语 ae （但是） [ʔae̯]
- 萨摩亚语 auro （金子） [ʔau̯ɾo]
- 萨摩亚语 ao （一朵云） [ao̯]

## 延伸閱讀
- Ohala, John; Lorentz, James, , Whistler, Kenneth; van Vahn, Robert Jr.; Chiarelloet, Chris  (编), , Berkeley: Berkeley Linguistic Society: 577–599.